# Luís, Duque da Borgonha
Luís da França, Duque da Borgonha (em francês: Louis de France, Versalhes, 6 de agosto de 1682 – Marly, 18 de fevereiro de 1712) foi Delfim da França e Duque da Borgonha e herdeiro aparente ao trono francês de 1711 até sua morte. Era neto de Luís XIV de França, tendo Luís falecido antes do avô, seu filho posteriormente ascendeu ao trono francês como Luís XV de França.

## Biografia

### Nascimento
O príncipe Luís da França nasceu no Palácio de Versalhes em 6 de agosto de 1682. Era o primeiro filho de Luís, Delfim da França, primogénito de Luís XIV e herdeiro do trono da França, e de sua esposa Maria Ana Vitória da Baviera. Ele foi batizado no mesmo dia pelo cardeal Emanuel Teodósio de La Tour de Auvérnia e por Nicolas Thilbault, pároco da Igreja de Saint-Julien, em Versalhes, na presença de seu avô, o rei Luís XIV, e seu tio-avô Filipe, duque de Orleães. Sua madrinha foi sua tia-avó, a duquesa de Orleães.

### Educação
A educação de Luís foi confiada ao duque de Beauvilliers, genro de Colbert, ministro de Estado e da economia do rei Luís XIV, e ao teólogo François Fénelon. Quando criança, o duque era aficionado por desenho, cujos primeiros rascunhos foram preservados em um livro infantil. Durante o ano de 1695, Charles-François Silvestre tornou-se o mestre de desenho de Luís e seus irmãos mais novos, o duque de Anjou e o duque de Berry.

### Casamento e descendência
Aos quinze anos, Luís se casou com sua prima de segundo grau, a princesa Maria Adelaide de Saboia, filha de Vítor Amadeu II, duque de Saboia e Ana Maria de Orleães, numa tentativa de estreitar os laços entre França e o Ducado de Saboia, que haviam lutado em lados opostos durante a Guerra dos Nove Anos.. O casamento ocorreu em 7 de dezembro de 1697 no Palácio de Versalhes. O casal teve três filhos:
1. Luís, Duque da Bretanha (25 de junho de 1704 - 13 de abril de 1705), morreu de convulsões;
2. Luís, Duque da Bretanha  (8 de janeiro de 1707 - 8 de março de 1712), morreu de sarampo;
3. Luís XV de França (15 de fevereiro de 1710 - 10 de maio de 1774), rei da França de 1710 até sua morte. Casado com Maria Leszczyńska, com descendência.

### Vida na Corte
Sobre sua aparência, sua tia-avó e madrinha escreveu:
| “ | [...] O Duque da Borgonha também é todo torto, tem uma perna, muito mais curta que a outra, de modo que quando quer se levantar, o calcanhar de um dos pés fica no ar e ele só toca o chão com os dedos... | ” |

Em 1702, aos vinte anos, Luís foi admitido por seu avô, o rei Luís XIV, no "Alto Conselho" e foi iniciado aos segredos de Estado relativos à religião, diplomacia e guerra, mas demonstrou muito pouca habilidade na guerra, tendo fracassado na campanha de 1708, enquanto comandava em Flandres com a assistência do duque de Vendôme. De fato, Luís estava sob sua liderança autoritária e cruel de Vendôme, na qual teve que lutar contra os celébres Eugênio de Saboia e o duque de Marlborough, durante o episódio da Batalha de Oudenaarde. O duque da Borgonha foi autor de um livro sobre matemática,  Éléments de géométrie 5 , apreciado e recomendado pelo proeminente polímata e filósofo alemão Gottfried Leibniz.
O duque estava cercado por um círculo de pessoas conhecido como "a facção da Borgonha", que incluía seus antigos tutores Fénelon o duque de Beauvilliers, bem como o duque de Chevreuse e o duque de Saint-Simon. Esses aristocratas de alto escalão eram reformadores que queriam um retorno a uma forma menos absoluta de monarquia, onde conselhos e órgãos intermediários entre o rei e o povo, confiados a representantes da antiga nobreza auxiliariam o governo real.

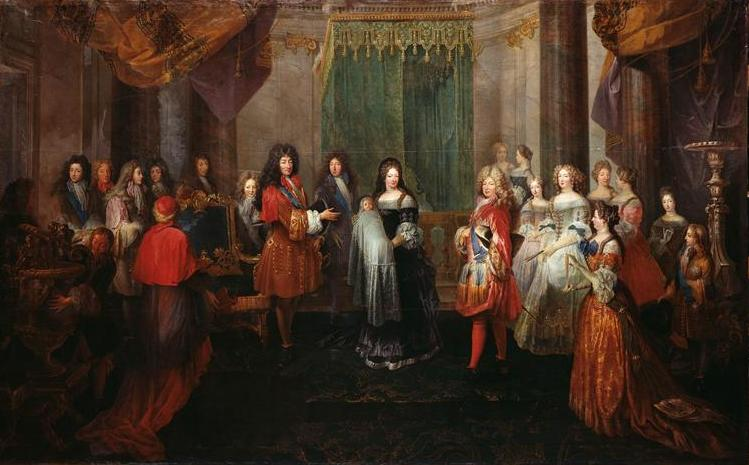
Nascimento de Luís, Duque da Borgonha por Antoine Dieu.
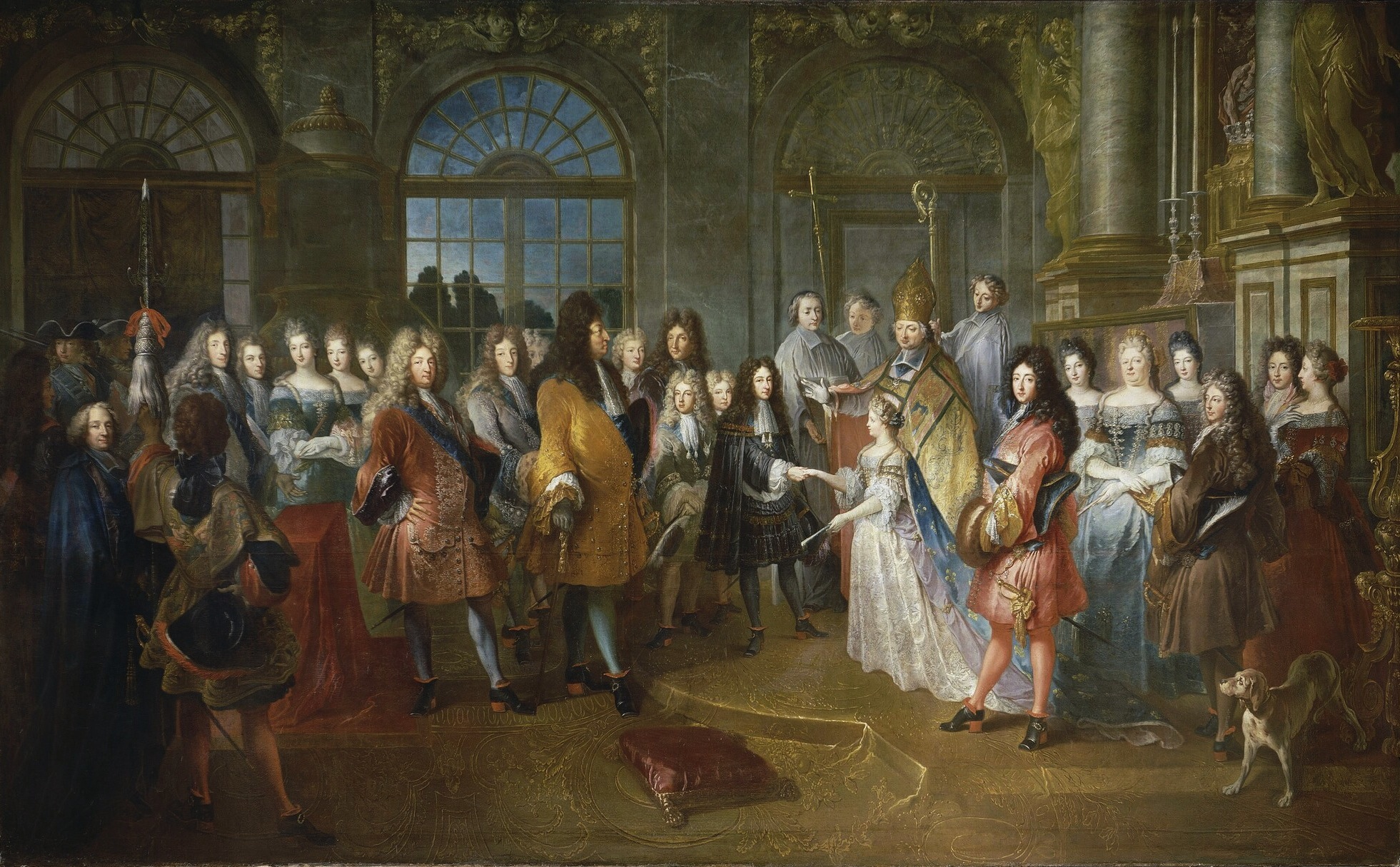
Casamento de Luís, Duque da Borgonha e Maria Adelaide de Saboia por Antoine Dieu, 1715.
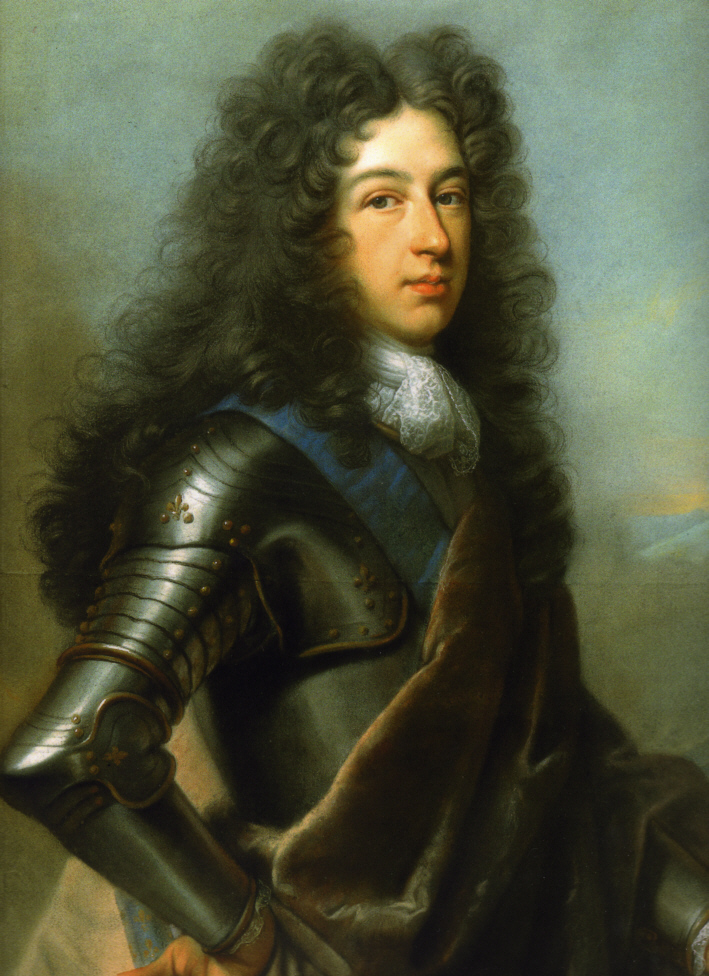
Retrato de Luís da França, Duque da Borgonha por Joseph Vivien, 1700.

### Morte
Menos de um ano depois da morte do pai, Luís e sua esposa adoeceram e morreram com seis dias de diferença durante uma epidemia de sarampo, entre 12 e 18 de fevereiro de 1712.
O coração do duque da Borgonha foi levado para a Capela de Sainte-Anne (chamada de "capela dos corações", contendo os corações de quarenta e cinco reis e rainhas da França) da Igreja de Val-de-Grâce. Em 1793, na sequência das profanações de instituições religosas durante a Revolução Francesa, o arquiteto Louis François Petit-Radel adquiriu uma urna relicário em vermeil que continha o coração do duque. Ele o vendeu para pintores que procuravam o raro e caro marrom-múmia, extraído de partes do corpo humano mumificadas e que tinha a reputação de, quando misturado com óleo, dar um brilho incomparável às pinturas.

## Títulos e brasão

### Títulos
- 6 de agosto de 1682 – 14 de abril de 1711: "Sua Alteza Real", Duque da Borgonha, Filho de França
- 14 de abril de 1711 – 18 de fevereiro de 1712: "Sua Alteza Real", Monsenhor o Delfim.

### Brasão
Luís usava o escudo simples da França sob uma a coroa dos Princes du sang (Príncipes de sangue). Com a morte de seu pai, o Grande Delfim, o rei Luís XIV decidiu que ele se tornaria, por sua vez, o novo delfim da França, tomando o brasão de seu pai, com o escudo da França dividido com o do delfinado e coroado com a coroa dos delfins, como frequentemente atribuídas aos herdeiros do trono francês.
| Brasão de Luís como Duque da Borgonha | Brasão de Luís como Delfim da França |